# Celulă on-off
Celula on-off, este o celulă nervoasă din analizatorul vizual cu următoarea proprietate:
- dacă în centrul câmpului receptor cade lumină atunci crește rata descărcărilor electrice ale neuronului
- dacă în periferia câmpului receptor cade lumină se reduce rata descărcărilor

Prin urmare aceste celule detectează spoturi luminoase. Dacă ambele regiuni sunt stimulate de lumină, neuronul nu descarcă, datorită inhibiției laterale. Aceste celule sunt tipice pentru ganglionii vizuali și corpii geniculați laterali.